# Nguyễn Xuân Hướng
Nguyễn Xuân Hướng (sinh ngày 23 tháng 9 năm 1937, quê quán ở xã Thạch Kênh, huyện Thạch Hà, tỉnh Hà Tĩnh) là một bác sĩ và chính trị gia người Việt Nam. Ông từng là đại biểu Quốc hội Việt Nam khóa X nhiệm kì 1997-2002, thuộc đoàn đại biểu Quốc hội tỉnh Quảng Bình, khóa XI nhiệm kì 2002-2007 thuộc đoàn đại biểu quốc hội tỉnh Hà Tĩnh. Ông là Thầy thuốc ưu tú, nguyên Phó Chủ tịch Trung ương Hội Y học dân tộc cổ truyền Việt Nam, Phó Giám đốc Bệnh viện Hữu nghị, Uỷ viên Uỷ ban Về các vấn đề xã hội của Quốc hội.

## Tiểu sử
Dân tộc: Kinh
Tôn giáo: Không
Quê quán: Xã Thạch Kênh, huyện Thạch Hà, Hà Tĩnh
Trình độ chuyên môn: Bác sĩ cao cấp Y học cổ truyền
Nghề nghiệp, chức vụ: Thầy thuốc ưu tú, Phó Chủ tịch Trung ương Hội Y học dân tộc cổ truyền Việt Nam, Phó Giám đốc Bệnh viện Hữu nghị, Uỷ viên Uỷ ban Về các vấn đề xã hội của Quốc hội
Nơi làm việc: Bệnh viện Hữu nghị
Nơi ứng cử: Quảng Bình
Đại biểu chuyên trách: Không
Đại biểu Hội đồng Nhân dân: Không